# 後埤社區
後埤社區，原為宜蘭縣壯圍鄉後埤村，1978年因行政區域重新調整，將後埤村1-4鄰和紅葉村合併為復興村，5-10鄰併入過嶺村。本社區涵蓋復興村17~20鄰、過嶺村1~5鄰，位於壯圍鄉東南部。

## 發展沿革
清代、日治皆寫作「后埤」，延伸至今稱之「後埤」。社區目前約有1000人，其中65歲以上為170人，為典型的於鄉(漁)村型社區，以農業為主，特產為花生、西瓜、地瓜。本村聚落多位於濱海公路西側，地勢西高東低。
早期壯圍鄉沿海居民以牽罟為生，先民引進牽罟漁具及漁法，以嘗試錯誤方式在蘭陽沿海岸不同地點進行作業。最後決定在潮流最緩和可作業網次最多，及漁獲最豐富的後埤附近的「查某罟寮」地段，建置了第一個牽罟據點。，1770年－1790年間後隨著移民的增加，後埤社區成為形成沿海的小聚落，依此考究下來，甚至比大家熟知的1796年「開蘭」紀念日更早。
社區成立於民國83年10月至今已有十六年之久，但一直沒有很好的經營發展，2009年8月改選理監事，目前會員人數已有116位。

## 外部連結
- 後埤社區的Facebook專頁
- YouTube上的2019宜蘭壯圍後埤社區